# イオンクロマトグラフィー

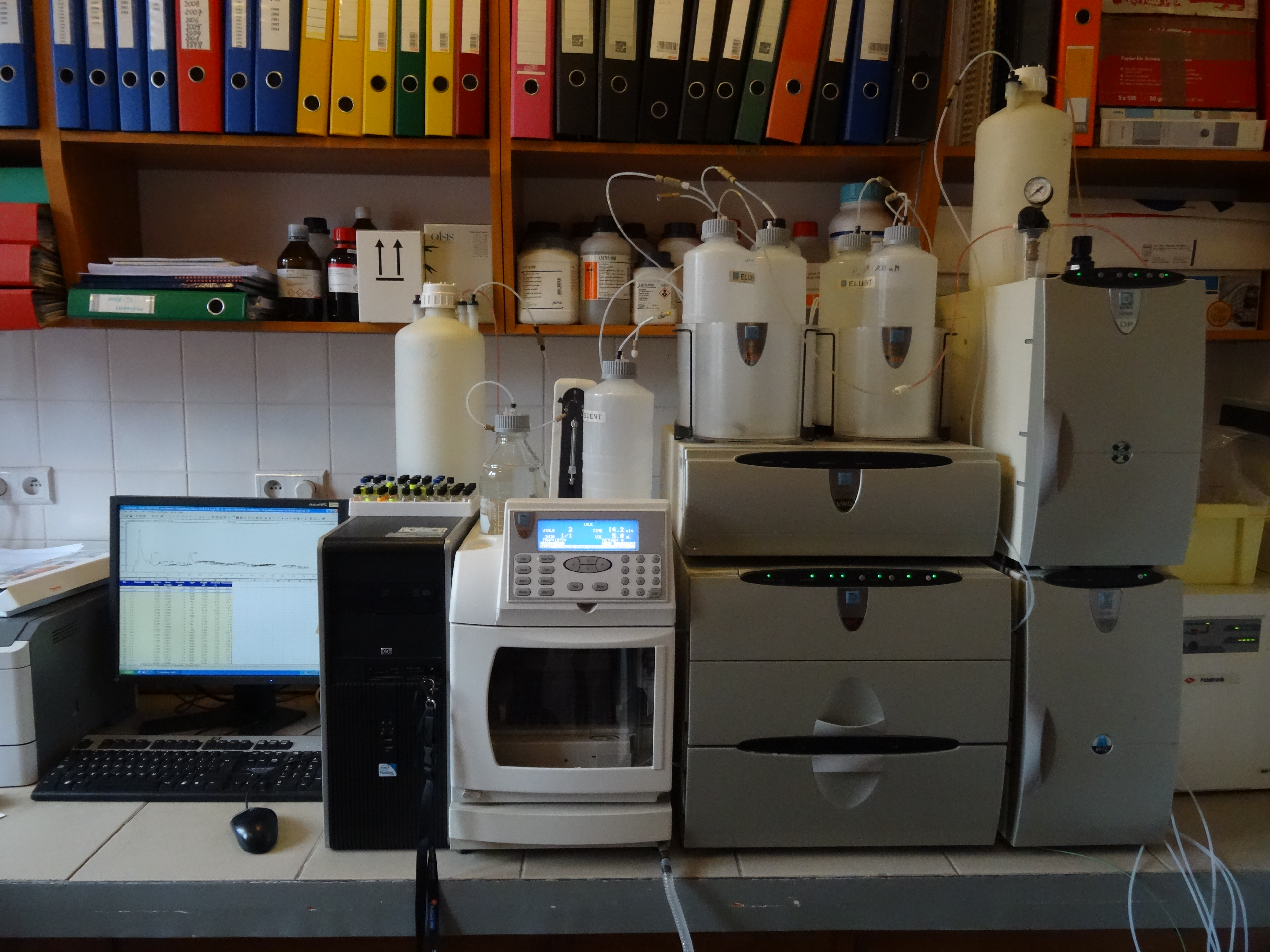
ダイオネクス社ICS-3000イオンクロマトグラフィーシステム

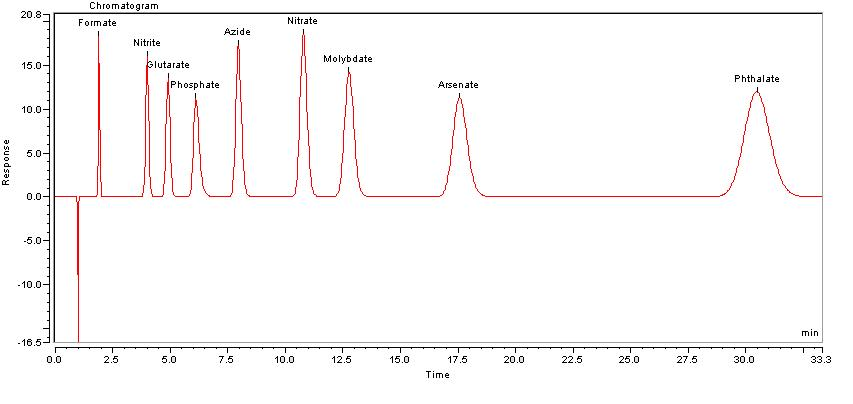
イオンクロマトグラフの一例。左からギ酸アニオン (Formate)、亜硝酸アニオン (Nitrite)、グルタル酸アニオン (Glutarate)、リン酸アニオン (Phosphate)、アジドアニオン (Azide)、硝酸アニオン (Nitrate)、モリブデン酸アニオン (Molybdate)、ヒ酸塩アニオン (Arsenate)。

イオンクロマトグラフィー（英語: ion chromatography、IC) またはイオン交換クロマトグラフィー (イオンこうかんクロマトグラフィー、英語: ion-exchange chromatography）は、イオンや極性分子のような電荷をもつ分子を分離するクロマトグラフィーである。大きなタンパク質、小さな核酸、そしてアミノ酸などを含むほとんどの電荷分子でこの方法を使うことができ、タンパク質の洗浄、水の分析、品質の調整などに使われている。

## 原理・方法
イオンクロマトグラフィーは、等電点が異なるタンパク質を分離するのに最も適切なクロマトグラフィーである。イオンクロマトグラフィーには、陽イオンクロマトグラフィーと陰イオンクロマトグラフィーの2種類がある。

### 陽イオンクロマトグラフィー
陽イオンクロマトグラフィーは、固定相を陽イオン交換基（スルホン酸、カルボン酸、リン酸など）、移動相を緩衝液とする。この時、低いpHでイオンを結合させた後、緩衝液のpHを徐々に上げて行き、溶出させる。すると、酸性物質から先に溶出され、後に塩基性物質が溶出される。

### 陰イオンクロマトグラフィー
陰イオンクロマトグラフィーは、固定相を陰イオン交換基（アンモニウムイオンなど）、移動相を緩衝液とする。この時、高いpHでイオンを結合させた後、緩衝液のpHを徐々に下げて行き、溶出させる。すると、塩基性物質から先に溶出され、後に酸性物質が溶出される。

## 機器構成
機器の構成は、ポンプ部、インジェクション部、カラム部、検出部からなり、サプレッサー方式のイオンクロマトグラフではカラムと検出器の間にサプレッサーが配置される。検出器には主に電気伝導度検出器が用いられるが、陰イオン分析の場合には吸光度検出器を用いることもある。また、一部の毒性物質などの測定にポストカラム誘導体化・吸光度検出法を利用する場合もある。

## 製造会社
- 日本ダイオネクス
- GEヘルスケア・ジャパン
- 東ソー
- メトロームジャパン (de:Metrohm)